# تیغ‌پشت حشره‌خوار دم‌دراز بزرگ
تیغ‌پشت حشره‌خوار دم‌دراز بزرگ(نام علمی: Microgale principula) نام یک گونه از سرده ریزراسویی‌ها است.